# Agrilus evelinae
Agrilus evelinae é uma espécie de inseto do género Agrilus, família Buprestidae, ordem Coleoptera.[carece de fontes?]
Foi descrita cientificamente por Holynski, 1998.